# Barasinghas
Die Barasinghas oder Zackenhirsche (Rucervus) sind eine in Indien lebende Gattung der Säugetiere aus der Familie der Hirsche (Cervidae). Sie werden manchmal auch als „Sumpfhirsche“ bezeichnet – dieser Name sollte allerdings dem südamerikanischen Sumpfhirsch (Blastocerus) vorbehalten sein, der mit den Barasinghas nicht näher verwandt ist. Die Bezeichnung Barasingha, ein Wort aus dem Hindi, bedeutet „zwölf Hörner“  und verweist auf das stark vereckte Geweih, das häufig zwölf, aber auch bis zu 14 Enden aufweist.

## Merkmale
Barasinghas sind schlanke Hirsche mit einer Kopf-Rumpf-Länge von rund 180 Zentimetern, einer Schulterhöhe von 120 Zentimetern und einem Gewicht von 170 bis 180 Kilogramm. Sie sind meistens einfarbig braun gefärbt, wobei sich nur die weiße Unterseite des Schwanzes kontrastreich abhebt. Männchen sind dunkler als Weibchen. Manche Populationen tragen blasse Flecken auf dem Fell; dies sind jedoch Ausnahmen. Die Hufe dieser Hirsche sind in Anpassung an sumpfige Böden verbreitert, um das Einsinken des Tiers zu verhindern.
Das Sommerhaarkleid der Barashinghas ist ein leuchtendes Rotbraun. Die Körperseite und die Bauchhaare sind etwas heller. Die Kehle, das Kinn, die Laufinnenseite und die Schwanzunterseite ist weiß. Die Körperseiten sind weiß gefleckt. Im Sommerkleid sind diese Flecken gut sichtbar, im dunkelgrauen Winterkleid dagegen nur sehr undeutlich. Ausgewachsene männliche Tiere der Barasinghas haben im Winterkleid dunkle, lange Halshaare.
Junge männliche Barasinghas weisen bereits vor dem sechsten Lebensmonat Rosenstöcke – das sind verlängerte Stirnbeinfortsätze – auf. Mit anderthalb Jahren tragen sie zwei, in der Regel noch nicht vereckte Geweihstangen. Ihr nächstes Geweih weist bereits mehrere Geweihenden auf. Die längsten bisher gemessenen Geweihstangen eines Barasinghas maßen 1,04 Meter. Die Geweihe älterer Männchen sind stark vereckt und können bis zu vierzehn Enden aufweisen. Im Zentralgebiet von Indien werfen Barasinghas ihre Geweihe gewöhnlich im Mai und Juni ab, im Norden Indiens und in Nepal werden sie dagegen im März abgeworfen. Männliche Tiere beginnen unmittelbar danach ein Geweih zu schieben.
Barasinghas sind ausgezeichnete Schwimmer; ihre großen Hufe verhindern, dass sie in feuchten Böden einsinken. Flüchtende Barasinghas erreichen eine Geschwindigkeit von 56 km/h und zeigen auch Prellsprünge, wie sie typischerweise bei Antilopen vorkommen. Diese sind allerdings auch bei Damhirschen zu beobachten. Barasinghas zeigen allerdings nicht mehr als zehn bis zwölf Prellsprünge hintereinander, weil dies eine sehr kraftanstrengende Form der Fortbewegung ist.

## Lautäußerungen
Wie für Hirscharten typisch, die überwiegend in offener Landschaft leben, sind die Barashingas sehr ruffreudig. Der Schrecklaut der Tiere ist ein hohes Bellen, das sie äußern, sobald sie eine Gefahr entdecken. Andere Barasinghas reagieren darauf gleichfalls mit Bellen und diese Lautäußerungen sind von einem beunruhigten Rudel häufig über zwanzig Minuten zu vernehmen.
Während der Brunft geben die Hirsche eine Reihe dunkler, melodischer Rufe von sich, mit denen sie die Weibchen auf sich aufmerksam machen und andere Männchen herausfordern. Die Weibchen rufen nach ihren Kälbern mit einem hohen, kläffenden Laut. Die Kälber antworten darauf mit einem hohen Maaa.

## Verbreitung und Lebensraum

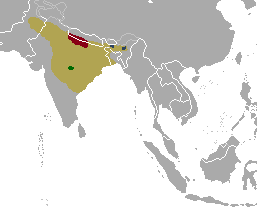
Historisches Verbreitungsgebiet der Barasinghas (gelb) und die Reliktpopulationen der heutigen Arten:
R. duvaucelii
R. branderi
R. ranjitsinhi

Beheimatet sind die Barasinghas in der Nordhälfte Indiens und in Teilen Nepals. Sie waren einst in allen Überschwemmungsebenen der großen Flusssysteme vom Indus bis Assam verbreitet, inzwischen ist ihr Verbreitungsgebiet jedoch stark geschrumpft (siehe Arten). Zwei der drei Arten sind Sumpf- und Marschlandbewohner, der Hochland-Barasingha bevorzugt jedoch lichte Wälder und trockene Wiesen. Grundsätzlich halten sich Barasinghas in der Nähe von Feuchtgebieten auf. Sie gehen ins Wasser, um sich abzukühlen und Fressfeinden zu entgehen.

## Lebensweise
Barasinghas äsen fast ausschließlich Gräser, daneben nehmen sie auch Blätter zu sich. Sie suchen Wald bevorzugt während der heißesten Tageszeit auf, um dort Schatten zu suchen.
Als Arten, die überwiegend im offenen Gelände vorkommen, bilden Barasinghas große Herden. Heute bestehen die Herden aus fünfzehn bis zwanzig Tieren, sie konnten früher aber mehrere hundert Individuen umfassen. Für sozial lebende Hirsche ist es ungewöhnlich, dass die Männchen sich nicht an der Peripherie der Rudel aufhalten. Männchen haben eine klare Rangordnung, und dominante Männchen haben das Vorrecht auf eine Paarung mit den Weibchen der Herde. Um dieses Vorrecht kommt es zwischen den Männchen zu Kämpfen, grundsätzlich sind die Männchen der Barasinghas aber weniger aggressive Tiere als sich dies bei anderen Herdentieren beobachten lässt.
Diese Hirsche können sowohl tag- als auch nachtaktiv sein.

## Fortpflanzung
Die Paarungszeit erstreckt sich von September bis April, der Höhepunkt liegt jedoch für das Landesinnere Indiens in den Monaten Dezember und Januar. Im Norden Indiens sowie in Nepal fällt der Höhepunkt der Brunft auf den Monat November. Während der Brunft forkeln männliche Barasinghas häufig den Boden und reißen diesen mit ihren Geweihen auf. Sie scharren flache Brunftkuhlen, in die sie urinieren. Sie suhlen sich anschließend darin. Männchen der Barasinghas reiben ihre Voraugendrüsen häufig auch an höheren Pflanzen und hinterlassen so dort ihre Duftmarken. Dominante Barasinghas heben häufig ihre Schnauze hoch an, dabei ist ihr Hals so weit wie möglich nach oben gereckt. Sie demonstrieren so ihren weißen Kehlfleck. Je höher der Kopf getragen wird, desto dominanter ist ein Männchen innerhalb eines Rudels. Direkte Kämpfe mit Konkurrenten sind selten. Auf dem Höhepunkt der Brunft versuchen die adulten Männchen einen Harem um sich zu versammeln. Ist eines der Weibchen empfängnisbereit, hält sich das Männchen bis zu seiner erfolgreichen Begattung in seiner Nähe auf. Andere Männchen werden in der Nähe des Harems geduldet, lediglich das weibliche Tier, das im Östrus ist, wird von dem Männchen von anderen ferngehalten. Die Männchen wenden daher während der Brunftzeit weniger Energie auf als Hirscharten, die aggressiver auf andere Männchen reagieren, und verlieren entsprechend weniger Gewicht.
Nach einer 240- bis 250-tägigen Tragzeit bringt das Weibchen meist ein einzelnes Jungtier zur Welt. Die Setzzeit ist nicht synchronisiert, weil die Weibchen zu unterschiedlichen Zeiten empfängnisbereit sind. Jungtiere wiegen nach der Geburt zwischen 9 und 11 Kilogramm und haben ein stark geflecktes Haarkleid. Jungtiere verharren in den ersten Lebenstagen regungslos in der Deckung, das Weibchen kommt nur zum Säugen zu ihnen. Es hält sich jedoch in der Nähe des Jungtiers auf. Nach zwei bis drei Wochen ist das Jungtier in der Lage, dem Muttertier zu folgen. Dieses schließt sich dann mit seinem Nachwuchs wieder dem Rudel an. Das Jungtier wird nach sechs bis acht Monaten entwöhnt und ist mit 16 Lebensmonaten geschlechtsreif.

## Fressfeinde, Krankheiten und Lebenserwartung
Der Tiger ist der wichtigste Fressfeind der Barasinghas. Beide präferieren den gleichen Lebensraum, so dass Begegnungen zwischen den Tieren durchaus noch häufig sind. Pythons fressen auch Kälber, wenn sich ihnen dafür die Gelegenheit bietet.
Die größte Bedrohung für die Barasinghas geht nach Ansicht von Leonard Lee Rue von der Brucellose aus; vor allem die des Rindertypus überträgt sich auf diese Hirschart. Es sind in der Vergangenheit bereits ganze Rudel daran verendet. In einem anderen Fall wurden Barasinghas durch diese Krankheit so geschwächt, dass zusätzliche andere Stressfaktoren zu einer hohen Sterblichkeitsrate führten.
In menschlicher Obhut gehaltene Barasinghas erreichten ein Lebensalter von bis zu 23 Jahren.

## Bedrohung
Das einstige Verbreitungsgebiet ist durch Bejagung und Zerstörung des Lebensraums stark reduziert worden. Die Barasinghas insgesamt werden von der IUCN als gefährdet (vulnerable) eingestuft.

## Systematik

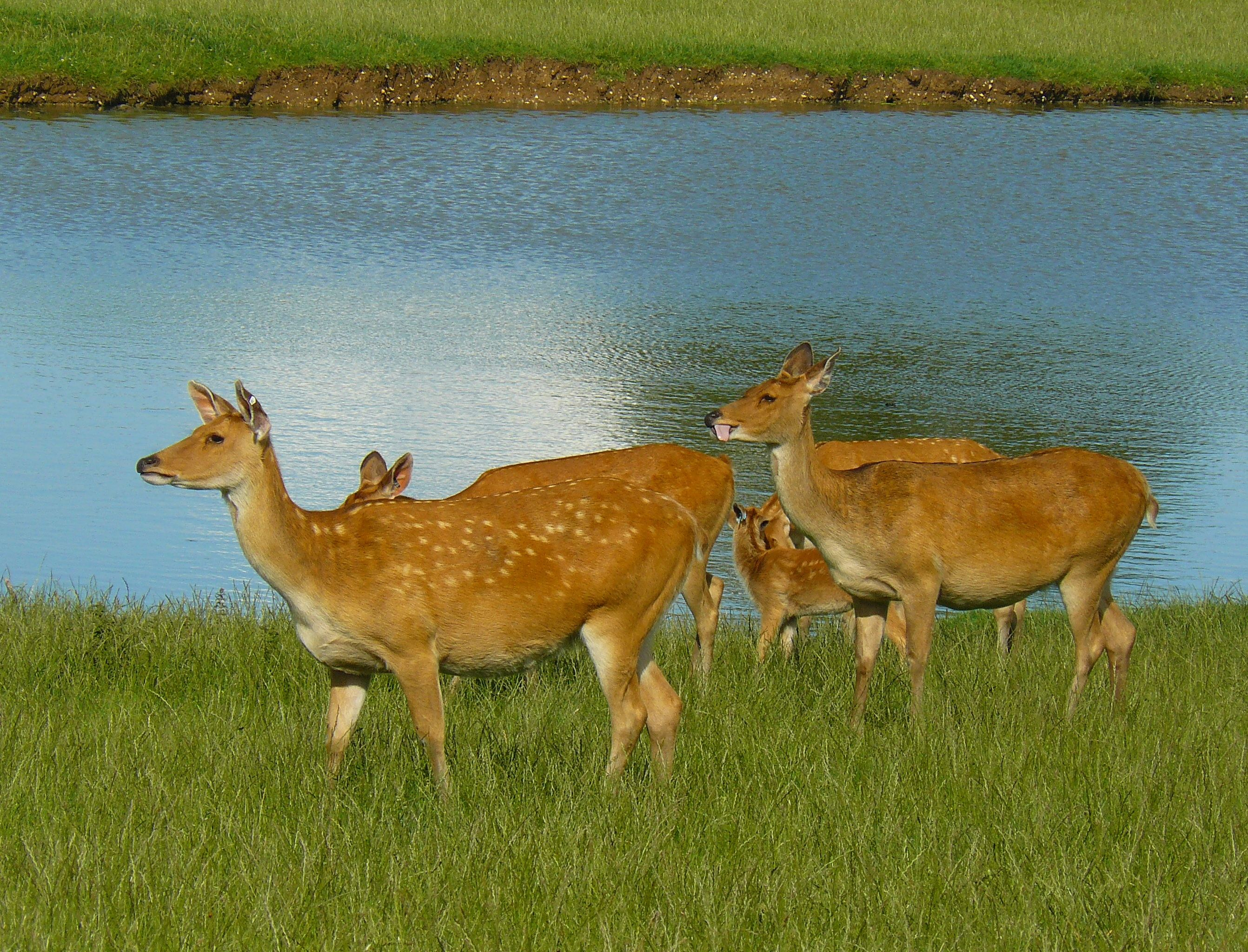
Weibliche Tiefland-Barasinghas (R. duvaucelii) im Whipsnade Zoo

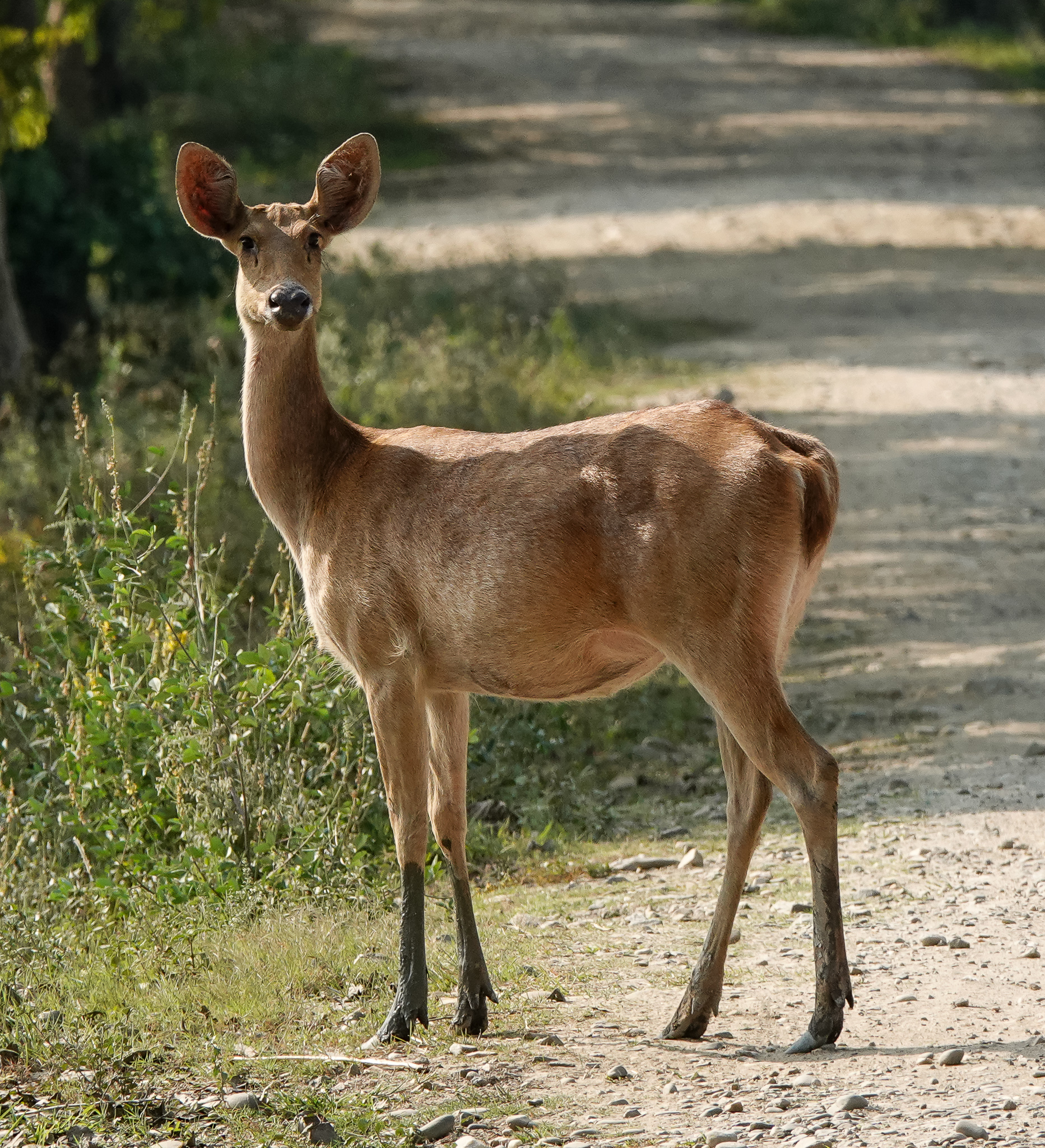
Weibchen des Assam-Barasinghas (R. ranjitsinhi)

Die Barasinghas bilden eine Gattung innerhalb der Familie der Hirsche (Cervidae). Die Gattung Rucervus umfasste früher auch die Leierhirsche (Panolia). Molekulargenetische Studien geben aber an, das die Barasinghas näher mit den Axishirschen (Axis), die Leierhirsche aber mit den Edelhirschen (Cervus) verwandt sind. Aus diesem Grund wurden die Leierhirsche aus der Gattung Rucervus ausgeschlossen und in die Gattung Panolia verschoben.
Man unterscheidet für gewöhnlich drei Arten des Barasingha:
- Hochland-Barasingha oder Mittelindischer Barasingha (Rucervus branderi Pocock, 1943) aus Madhya Pradesh lebt abweichend von den anderen Arten in Waldgebieten mit festem Untergrund. Nachdem die Population in den 1970er-Jahren auf unter hundert Tiere gefallen war, wurde durch Schutzmaßnahmen im Kanha-Nationalpark der Bestand wieder auf 400 Tiere vergrößert. Die Unterart gilt als stark gefährdet.
- Tiefland-Barasingha oder Nordindischer Barasingha (Rucervus duvaucelii (G. Cuvier, 1823)) war früher zu Tausenden in den Ebenen von Ganges und Brahmaputra beheimatet. Die Bestände in Indien und Nepal sind allerdings inzwischen so weit zurückgegangen, dass die IUCN die Art als gefährdet einstuft. Größere Bestände gibt es noch im Dudhwa-Nationalpark. In Nepal kommt der Tiefland-Barasingha noch im Bardia-Nationalpark und im Suklaphanta Wildlife Reserve vor.[4] Der wissenschaftliche Name der Art ehrt den französischen Naturforscher Alfred Duvaucel.[5]
- Assam-Barasingha (Rucervus ranjitsinhi (Groves, 1982)) wird von der IUCN als vom Aussterben bedroht eingestuft. Wenige hundert Tiere leben ausschließlich im Kaziranga-Nationalpark und im Manas-Tigerreservat in Assam.

Der ausgerottete Schomburgk-Hirsch (Rucervus schomburgki) wurde manchmal in die eigene Gattung Thaocervus gestellt, eine 2021 veröffentlichte genetische Studie sieht ihn aber als Schwesterform einer vom Tiefland-Barasingha und vom Assam-Barasingha gebildeten Klade an. Das folgende Kladogramm zeigt die innere Systematik der Gattung Rucervus nach Kumar et al. 2021.
|  | Schomburgk-Hirsch (Rucervus schomburgki)                                                                              |
|  | |
|  | \| \| Tiefland-Barasingha (Rucervus duvaucelii) \| \| \| \| \| \| Assam-Barasingha (Rucervus ranjitsinhi) \| \| \| \| |
|  | |
|  | Tiefland-Barasingha (Rucervus duvaucelii)                                                                             |
|  | |
|  | Assam-Barasingha (Rucervus ranjitsinhi)                                                                               |
|  | |

|  | Tiefland-Barasingha (Rucervus duvaucelii) |
|  |                                           |
|  | Assam-Barasingha (Rucervus ranjitsinhi)   |
|  |                                           |

|  | Schomburgk-Hirsch (Rucervus schomburgki)                                                                              |
|  | |
|  | \| \| Tiefland-Barasingha (Rucervus duvaucelii) \| \| \| \| \| \| Assam-Barasingha (Rucervus ranjitsinhi) \| \| \| \| |
|  | |
|  | Tiefland-Barasingha (Rucervus duvaucelii)                                                                             |
|  | |
|  | Assam-Barasingha (Rucervus ranjitsinhi)                                                                               |
|  | |

|  | Tiefland-Barasingha (Rucervus duvaucelii) |
|  |                                           |
|  | Assam-Barasingha (Rucervus ranjitsinhi)   |
|  |                                           |

## Einzelbelege
1. 1 2 3 4 5 6 7 8 9 10 11  Leonard Lee Rue III: The Encyclopedia of Deer. Voyageur Press, Stillwater 2003, ISBN 0-89658-590-5, S. 51–53
2. ↑  
Clément Gilbert, Anne Ropiquet und Alexandre Hassanin: Mitochondrial and nuclear phylogenies of Cervidae (Mammalia, Ruminantia): Systematics, morphology, and biogeography. Molecular Phylogenetics and Evolution 40, 2006, S. 101–117
3. 1 2  
Colin Groves und Peter Grubb: Ungulate Taxonomy. Johns Hopkins University Press, 2011, S. 1–317 (S. S. 71–107)
4. ↑  Shrestha, S. 205
5. ↑  
Beolens, Watkins & Grayson: The Eponym Dictionary of Mammals. Johns Hopkins University Press, Baltimore 2009, ISBN 978-0-8018-9304-9, S. 118 (Duvaucel).
6. ↑  
Ved Prakash Kumar, Bheem Dutt Joshi, Reeta Sharma, Ankita Rajpoot, Animesh Talukdar, Parag Nigam, Dhyanendra Kumar, Surendra Prakash Goyal: Understanding the diversification pattern of three subspecies of swamp deer (Rucervus duvaucelii) during the Pleistocene–Holocene based on mitochondrial and Y chromosome markers. Mammalian Biology (2021) 101:217–232, doi: 10.1007/s42991-021-00104-7